# 瓦西勒韦尔热
瓦西勒韦尔热（法語：Oisy-le-Verger，法語發音：[wazi lə vɛʁʒe]）是法国上法兰西大区加来海峡省的一个市镇，位于该省东部，属于阿拉斯区。

## 地理
瓦西勒韦尔热（50°15'1"N, 3°7'26"E）面积11.36 平方千米，位于法国上法蘭西大區加来海峡省，该省份为法国北部沿海省份，西北濒北海，南至索姆省，东临北部省。
与瓦西勒韦尔热接壤的市镇（或旧市镇、城区）包括：布吕内蒙、阿尔勒、欧邦舍勒欧巴克、欧比尼欧巴克、埃库尔圣康坦、埃皮努瓦、帕吕埃勒、吕莫库尔、索希科希、索希莱斯特雷。
瓦西勒韦尔热的时区为UTC+01:00、UTC+02:00（夏令时）。

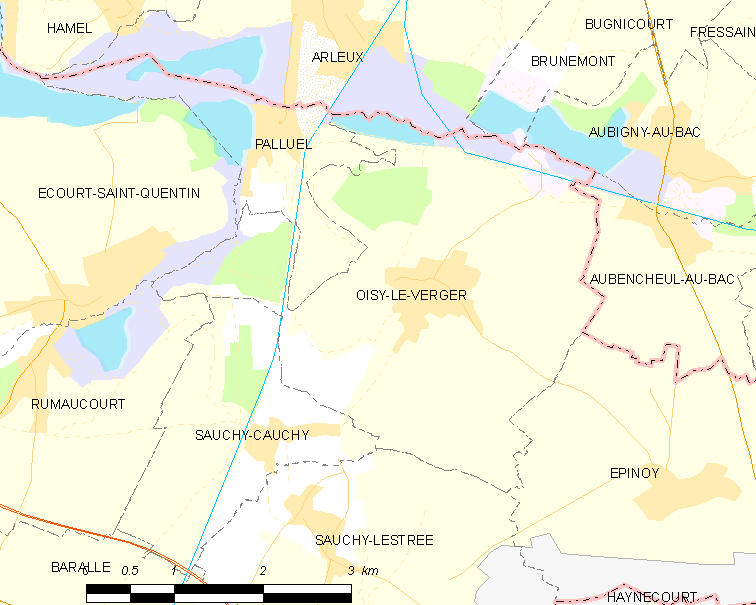
瓦西勒韦尔热的OSM定位图

## 行政
瓦西勒韦尔热的邮政编码为62860，INSEE市镇编码为62638。

## 政治
瓦西勒韦尔热所属的省级选区为巴波姆县。

## 人口

1962-2008年间瓦西勒韦尔热人口变化图示

瓦西勒韦尔热于2022年1月1日时的人口数量为1200人。